# Offensive de Bialystock
Pour un article plus général, voir Opération Bagration.
Notes
Les lignes de ravitaillement soviétiques s'étirent en longueur.
Seconde guerre mondiale
Batailles
Front de l’Est

Prémices :
- Campagne de Pologne
- Guerre d’Hiver

Guerre germano-soviétique :
- 1941 : L'invasion de l'URSS

- Opération Barbarossa

Front nord : 
- Guerre de Continuation
- Opération Silberfuchs
- Siège de Léningrad

Front central : 
- 2e bataille de Brest-Litovsk
- Bataille de Białystok–Minsk
- 1re bataille de Smolensk
- Bataille de Kiev

Front sud : 
- Siège d'Odessa
- Campagne de Crimée

- 1941-1942 : La contre-offensive soviétique

Front nord : 
- Poche de Demiansk
- Poche de Kholm

Front central : 
- Bataille de Moscou

Front sud : 
- Seconde bataille de Kharkov

- 1942-1943 : De Fall Blau à 3e Kharkov

Front nord : 
- Offensive de Siniavino
- Opération Iskra
- Bataille de Krasny Bor
- Opération Poliarnaïa Zvezda

Front central : 
- Opération Mars

Front sud : 
- Bataille du Caucase (opération Fall Blau)
- Bataille de Stalingrad
- Opération Uranus
- Opération Saturne
- Offensive d'Ostrogojsk-Rossoch
- Offensive de Voronej-Kastornoe
- Opération Gallop
- Opération Étoile
- Troisième bataille de Kharkov

- 1943-1944 : Libération de l'Ukraine et de la Biélorussie

Front central : 
- 2e bataille de Smolensk
- Opération Bagration

Front sud : 
- Bataille de Koursk
- Bataille du Dniepr
- Offensive Dniepr-Carpates
- Offensive de Crimée
- Offensive de Lvov-Sandomir

- 1944-1945 : Campagnes d'Europe centrale et d'Allemagne

Allemagne : 
- Offensive Vistule-Oder
- Offensive de Poméranie orientale
- Siège de Breslau
- Offensive de Prusse-Orientale
- Bataille de Königsberg
- Bataille de Seelow
- Bataille de Bautzen
- Bataille de Berlin
- Capitulation allemande

Front nord et Finlande : 
- Guerre de Laponie
- Offensive Leningrad-Novgorod
- Bataille de Narva

Europe orientale : 
- Opération Margarethe
- Insurrection de Varsovie
- Soulèvement national slovaque
- Opération Panzerfaust
- Bataille de Budapest
- Opération Frühlingserwachen
- Offensive de Vienne
- Insurrection de Prague
- Offensive de Prague
- Bataille de Slivice

Front d’Europe de l’Ouest

Campagnes d'Afrique, du Moyen-Orient et de Méditerranée

Bataille de l’Atlantique

Guerre du Pacifique

Guerre sino-japonaise

Théâtre américain
L’offensive de Bialystock (russe : Белостокская наступательная операция) fait partie de la 3e et dernière phase de l'offensive stratégique menée en Biélorussie en été 1944 par l'Armée rouge, communément connue sous le nom de l'opération Bagration. Biélostock (russe : Белосток) est le nom russe de la ville polonaise de Białystok.

## Rôle dans le conflit
L'offensive de Bialystock est une partie de la troisième phase (poursuite) de l'opération Bagration et commença après l'achèvement de l'encerclement et de la destruction du Groupe d'armées Centre dans l'offensive de Minsk.

## Planification

### Objectifs opérationnels
Après l'achèvement de sa mission de liquidation de la poche est de Minsk, la 4e armée allemande fut prise au piège, le gros des forces du 2e front se vit assigner de nouveaux objectifs :
1. Initialement s'emparer de Vawkavysk,
2. Avancer vers Białystok[2].

La 49e armée soviétique, cependant, fut utilisée à réduire l'encerclement jusqu'à la mi-juillet. La 4e armée aérienne soviétique poursuivit sa mission d'appui aux deux Fronts de forces terrestres.

### Compréhension allemande
Après le chute de Minsk, l’OKH ne pouvait appeler la moindre réserve pour arrêter l'avance soviétique. Sur l'axe de Bialystock, les forces restantes furent organisées en un "groupe de blocage" (en allemand : Sperrgruppe) sous le commandement du général Helmuth Weidling. Ceci comprenait de nouvelles formations en plus des troupes réduites qui avaient échappe à l'est de Minsk. Au sud, la défense était conduite par l'aile nord de la 2e armée allemande qui avait été renforcée notablement par la 28e division de chasseurs allemands, dans l'espoir d'attaquer et de percer vers les unités du Groupe d'armées Centre encore emprisonnées à l'est de Minsk.
Les efforts allemands de défense étaient appuyés sur la présence d'anciennes fortifications datant de la Première Guerre mondiale et d'avant.

## Forces en présence

### Wehrmacht
- Résidus de la 4e armée (Général Kurt von Tippelskirch jusqu'au 18 juillet, puis général Friedrich Hoßbach)
  - Sperrgruppe Weidling (plus tard renommé VIe corps d'armée)
    - 50e division d'infanterie
    - Kampfgruppe Florke
    - Kampfgruppe von Gottberg
    - 5e Panzerdivision
    - Partie de la IIIe Panzerdivision SS Totenkopf
- Aile nord de la 2e armée (Colonel-général Walter Weiß)
  - LVe corps d'armée (Général Friedrich Herrlein)

Les unités ci-dessus étaient sous le commandement général du Groupe d'armées Centre (Feld-maréchal Walter Model).

### Armée rouge
- 2e front biélorusse (colonel-général Gueorgui Zakharov)
  - 49e armée (lieutenant-général Ivan Grichine)
  - 50e armée (en) (lieutenant-général Ivan Boldine)
  - 4e armée de l'air

## L'offensive

### Chute de Grodno
Vers le 11 juillet, la 50e armée soviétique (en) avait forcé les passages sur la rivière Niémen au sud de Dokudovo et se dirigeait vers les forces de Helmuth Weidling.
Elle traversa la rivière Kotta le 13 juillet et atteignit Grodno le 15 juillet. Le 69e corps de fusiliers et le 81e corps de fusiliers soviétiques déferlèrent sur la ville le matin du jour suivant. La 3e armée soviétique, sur le flanc nord du 1er Front Biélorusse voisin, prit Volkovysk en combattant contre le IVe corps d'armée allemand de Friedrich Herrlein.

### Contre-attaque allemande
Le 23 juillet, le commandant de la 4e Armée, Hoßbach, en accord avec Model, engagea la toute nouvelle arrivée, la 19e Panzerdivision dans une contre-attaque avec l'intention de couper les fers de lance dans la forêt d'Augustov (sur la rivière Netta). Un régiment surprit les forces soviétiques à Grodno (Hrodna) (et prétendit avoir détruit 180 tanks, ceci semble excessif) après avoir obliqué vers le sud vers Białystok. Un second régiment reprit Lipsk, mais fut forcé de se retirer pour aider le premier régiment à se désengager. Faute de ressources, la contre-offensive avorta mais fut révélatrice de la fatigue des deux camps, par rapport à des unités fraîches.
Le 2e front biélorusse avait forcé avec succès toute la longueur du Niémen et de la Svislotch le 24 juillet. La 50e Armée, avec le soutien du 3e Corps de Cavalerie soviétique prit et reprit la partie orientale de la forêt d'Augustow et une partie des fortifications de Grodno que les Allemands avaient conquis après leur contre-offensive. Il y eut un intense combat lorsque la 50e division d'infanterie allemande tenta de défendre l'autoroute entre Grodno et Białystock.
Au même moment, l'Armée rouge avait atteint les faubourgs de Białystock même, malgré une forte résistance du LVe Corps. Il tomba sur la ville et la prit le 27 juillet, après plusieurs jours de combats de rues.

## Conséquences
L'offensive de Bialystock a été largement couronnée de succès dans ses objectifs tactiques immédiats. À la fin de juillet, les Soviétiques étaient en possession des centres de communication de Grodno et Białystock. Cependant, leurs lignes d'approvisionnement devenaient dangereusement longues et leurs troupes s'épuisaient. Les progrès se ralentirent du fait que le commandant Walter Model du Groupe d'armées centre était en mesure d'organiser une défense efficace en gérant judicieusement les quelques unités dont il disposait.
L'objectif final du 2e front biélorusse était d'avancer jusqu'à la rivière Narew dans l'offensive d'Osovets.